# Schinus
Para outros significados de aroeira, veja aroeira (desambiguação)
- Commons
- Wikispecies

O gênero Schinus L., que abrange 25 espécies das Américas Central e do Sul, pertence à família Anacardiaceae.
A espécie descrita por Lineu, Schinus molle hoje figura no gênero Lithrea.

## Espécies
Schinus andinus
Schinus angustifolius
Schinus apparicianus
Schinus areira
Schinus aroeira
Schinus aurantiodorus
Schinus benghalensis
Schinus bituminosus
Schinus bonplandianus
Schinus bumelioides
Schinus cabrerae
Schinus cabrerai
Schinus chebataroffii
Schinus chichita
Schinus chilensis
Schinus crenatus
Schinus dentatus
Schinus dependens
Schinus dependens
Schinus discolor
Schinus diversifolia
Schinus engleri
Schinus fagara
Schinus fasciculatus
Schinus ferox
Schinus gracilipes
Schinus hexander
Schinus huigan
Schinus huygan
Schinus indicus
Schinus johnstonii
Schinus kauselii
Schinus latifolius
Schinus lentiscifolius
Schinus leucocarpus
Schinus limonia
Schinus lithi
Schinus longifolius
Schinus marchandii
Schinus maurioides
Schinus mellisii
Schinus meyeri
Schinus microphyllus
Schinus molle: aroeira-salso. Atualmente está como inc. sed. em Lithrea molle
Schinus molleoides
Schinus montanus
Schinus mucronulata
Schinus myricoides
Schinus myrtifolius
Schinus niara
Schinus o'donellii
Schinus occidentalis
Schinus odonellii
Schinus paraguariensis
Schinus patagonicus
Schinus pearcei
Schinus piliferus
Schinus polygamus 'Longifolia'
Schinus praecox
Schinus procerus
Schinus pubescens
Schinus ramboi
Schinus resinosus
Schinus rhoifolius
Schinus roigii
Schinus saheria
Schinus sinuatus
Schinus spinosus
Schinus tenuifolius
Schinus terebinthifolius: aroeira-vermelha, aroeira-pimenteira, poivre-rose
Schinus ternifolius
Schinus tomentosa
Schinus tragodes
Schinus velutinus
Schinus venturi
Schinus virgatus
Schinus weinmanniaefolius

## Classificação do gênero
| Sistema | Classificação                     | Referência               |
| ------- | --------------------------------- | ------------------------ |
| Linné   | Classe Decandria, ordem Monogynia | Species plantarum (1753) |